# 外地来沪出租车司机杀害上海孕妇案
外地来沪出租车司机杀害上海孕妇案，是2016年1月31日，发生在上海市闵行区的一起“一尸两命”的恶性杀人案件，凶犯为一名河南籍外地来沪的出租车司机，受害人是一位怀有三个多月身孕的上海女性。
2016年1月31日夜晚上海飘起历年罕见的大雪，一名上海孕妇在闵行乘坐出租车回家，后因为行车路线和语言问题与当班的外地来沪司机发生争执，后遭到该名司机抢劫，捆绑，胁迫并交代银行卡密码后，被该名司机捆绑双手，掐住脖子窒息后，将仍在挣扎的女受害者倒投入水温零下的河道内杀害。据悉，凶手是一名河南籍外地来沪人员，因为赌博欠下赌债而对乘客谋财害命。受害人家属因为受害人夜晚失联并且发现手机显示银行卡被盗取现金，因此报案，案件于数日后告破，凶手也被缉拿归案。该案的暴露出上海市当前外来人口犯罪问题猖獗；上海警方漠视市民生命财产安全消极应对以及上海出租车行业对外来务工人员监管漏洞百出等问题，其中，该案的犯罪嫌疑人在2011年曾有过行政拘留的案底，但在应聘出租车司机时，该名案犯却在其河南老家的派出所取得了“无违法犯罪记录证明”得以入职。
被害人家属当夜在女受害人失联3小时后即刻报警，连续找了当地三家派出所报案，请求受理紧急查找失踪的怀孕妻子，均无果，直到次日才获得立案。此时，女受害人已经死亡。